# Río Nágima
El río Nágima es un corto río español, 25,5 km, que nace en Bliecos, provincia de Soria y es afluente del río Jalón por la margen izquierda.
Pasa por los términos municipales de Bliecos, Serón de Nágima, Torlengua, Fuentelmonge , Monteagudo de las Vicarías, Pozuel de Ariza y Monreal de Ariza, localidad donde desemboca en el Jalón. 
Las aguas del río Nágima contribuyen en la formación del embalse de Monteagudo de las Vicarías.